# طوطیچه دمگاه‌سبز
طوطیچه دمگاه‌سبز (نام علمی: Forpus passerinus) نام یک گونه از سرده طوطیچه‌ها است.